# Cucito (araldica)
Cucito è un termine utilizzato in araldica come qualificativo di tolleranza, speciale al capo ed alla campagna, per necessità di blasonatura, esteso alle altre pezze e figure di metallo su metallo o di colore su colore.
L'araldica francese fa un largo uso del termine per indicare qualunque caso di sovrapposizione di colore su colore, mentre preferisce il termine soudé (letteralmente saldato) per qualificare la sovrapposizione di metallo su metallo.

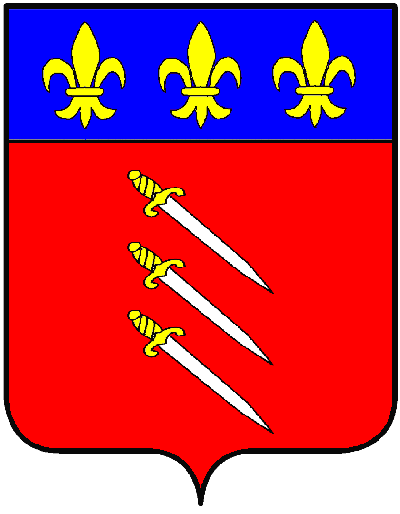
Capo cucito
Capo cucito